# Thavanampalle
Thavanampalle là một mandal thuộc huyện Chittoor, bang Andhra Pradesh.